# Eriocaulon dregei
Eriocaulon dregei är en gräsväxtart som beskrevs av Ferdinand von Hochstetter. Eriocaulon dregei ingår i släktet Eriocaulon och familjen Eriocaulaceae. IUCN kategoriserar arten globalt som livskraftig.

## Underarter
Arten delas in i följande underarter:
- E. d. sonderianum
- E. d. dregei